# Holoparamecus caularum
Holoparamecus caularum är en skalbaggsart som beskrevs av Aubé 1843. Holoparamecus caularum ingår i släktet Holoparamecus och familjen svampbaggar. Arten är reproducerande i Sverige. Inga underarter finns listade i Catalogue of Life.